# 870年代
| 千纪： | 1千纪                                                                                  |
| 世纪： | 8世纪 \| 9世纪 \| 10世纪                                                               |
| 年代： | 840年代 \| 850年代 \| 860年代 \| 870年代 \| 880年代 \| 890年代 \| 900年代              |
| 年份： | 870年 \| 871年 \| 872年 \| 873年 \| 874年 \| 875年 \| 876年 \| 877年 \| 878年 \| 879年 |

## 大事记
- 870年，南詔攻打唐朝成都，不克而還。
- 870年，魏博節度使何全皞兵變被殺，韓君雄被乱兵立为節度使。
- 872年，盧龍節度使張允伸死后，平州刺史張公素驱逐其子，自任節度使。
- 874年，魏博節度使韓君雄死后，其子韓簡繼任節度使。
- 874年，濮陽王仙芝聚眾數千於長垣反唐。875年，冤句人黃巢起兵應王仙芝。
- 875年，大將李茂勳驱逐盧龍節度使張公素，自任節度使。
- 875年，法蘭克禿頭查理繼位皇帝。
- 876年，王仙芝攻克汝州、郢州、蘄州。
- 878年，大同防禦使段文楚被沙陀兵馬使李克用執杀。
- 878年，招討使曾元裕斬王仙芝於黃梅，黃巢自稱衝天大將軍。
- 879年，黃巢攻克潭州，攻打江陵。荊南節度使王鐸率兵奔襄陽。守江陵的劉漢宏叛唐。

## 出生
- 亨利一世（約876年－936年），德意志國王，薩克森王朝創立者。

## 逝世
- 同昌公主（870年）
- 唐懿宗（873年）